# Landgraben (Goldach)
Der Landgraben – früher auch Krummbach und Eggersrieterbach genannt – ist ein etwas über 5 Kilometer langer Bach in den Appenzeller Alpen und ein Grenzgewässer der Schweizer Kantone Appenzell Ausserrhoden und St. Gallen. Der tiefe Bachgraben markierte auf einer langen Strecke seit dem 15. Jahrhundert die Grenze des Landes Appenzell, seit der Reformation des Landes Appenzell Ausserrhoden, zum Gebiet der Fürstabtei St. Gallen und trennt seit dem 19. Jahrhundert die Kantonsgebiete von St. Gallen und Appenzell Ausserrhoden. Der Bach mündet in die Goldach, die zum Bodensee fliesst.

## Verlauf
Der Landgraben hat, wenn man den Haltenbach als Oberlauf mitrechnet, eine Länge von ungefähr fünf Kilometern. Als Grenzbach fliesst er vom Bergsattel bei der Ortschaft Halten, die zur Appenzeller Gemeinde Grub gehört und auf der Höhe von 860 m ü. M. liegt, in westsüdwestlicher Richtung und meist in einem tief in das Berggebiet eingeschnittenen, fast überall bewaldeten V-Tal bis zur Mündung in die Goldach.
Im Dorf Halten erreicht der Quellbach des Landgrabens, der auch Haltenbach genannt wird und auf der Höhe von etwa 990 m ü. M. am Nordhang des Berges Kaien entspringt, den Bach im Tal.
Der Landgraben fliesst von Halten zum Weiler Riemen, wo ihn die Hauptstrasse 445 überquert. Im weiteren Verlauf liegt der Bach in einem tiefen, fast überall nur schwer zugänglichen Tobel. Nur bei der Untermühle und bei der Achmühle wird er noch von Lokalstrassen überquert.
Vom Nordhang des Bergzuges Kaien und aus dem Gebiet von Eggersriet fliessen kleinere Seitenbäche, von denen der Kaienbach der grösste ist, in den Landgraben.